# Phrynidius
Phrynidius is een kevergeslacht uit de familie van de boktorren (Cerambycidae). De wetenschappelijke naam van het geslacht werd voor het eerst geldig gepubliceerd in 1869 door Lacordaire.

## Soorten
Phrynidius omvat de volgende soorten:
- Phrynidius armatus Linsley, 1933
- Phrynidius asper Bates, 1885
- Phrynidius echinoides Breuning, 1940
- Phrynidius echinus Bates, 1880
- Phrynidius inequalis (Say, 1835)
- Phrynidius salvadorensis Franz, 1954
- Phrynidius singularis Bates, 1880